# Tony Gaze
Pas d'image ? Cliquez ici
Frederick Anthony Owen Gaze dit Tony Gaze, né le 3 février 1920 à Melbourne et mort le 29 juillet 2013  à Geelong,, est un pilote de course automobile australien. Ancien de la Royal Air Force, il a débuté en compétition dans son pays au volant d'une Alta. Venu en Europe, il fit partie de l'équipe HWM et a disputé trois Grands Prix de championnat du monde, en 1952.

## Biographie
Avant sa carrière en sport automobile, Tony Gaze s'engage au sein de la Royal Air Force, en mars 1941. Son avion est abattu en 1943 au-dessus du Tréport mais il s'en sort indemne et peut ensuite prendre part aux opérations du débarquement allié en Normandie. Il est nommé chef d'escadrille avant la fin de la guerre où il a remporté douze victoires en combat aérien.
En 1946, Tony Gaze sollicite le duc de Richmond pour aider au financement d'un circuit automobile sur la base aérienne de Westhampnett, près de Chichester ; le circuit de Goodwood voit ainsi le jour. Tony Gaze retourne alors en Australie poursuivre sa carrière de pilote sur une Alta de l'entre-deux-guerres.
En 1951, Tony Gaze revient en Angleterre et s'engage dans l'écurie de Geoffrey Taylor qui aligne des Alta de Formule 2 de nouvelle génération. Hors-championnat du monde, il s'engage au BRDC International Trophy mais ne prend pas le départ. Il dispute plusieurs épreuves de Formule 2 et se classe deux fois huitième.
En 1952, toujours hors-championnat du monde, il participe au Richmond Trophy où, sur Alta, il se classe douzième. Après une cinquième place lors de la Lavant Cup et une seizième place au Daily Express International Trophy, il rachète l'HWM-Alta de John Heath et continue de courir en Formule 2 et hors-championnat du monde en Formule 1. Le championnat du monde se déroulant désormais sur les mêmes bases techniques que la Formule 2, Tony s'inscrit également sur plusieurs épreuves. Il se classe quinzième et dernier du Grand Prix automobile de Belgique 1952 avec six tours de retard sur le vainqueur Alberto Ascari. Au Grand Prix automobile de Grande-Bretagne 1952, il abandonne après un mauvais départ et une casse de joint de culasse. Au Grand Prix automobile d'Allemagne 1952, il est huitième quand sa boîte de vitesses rompt et, à Monza, au Grand Prix automobile d'Italie 1952, il ne parvient pas à se qualifier.
Tony Gaze poursuit alors sa carrière en Formule 2 et se classe quatrième du National Trophy puis cinquième du Grand Prix de Cadours. En 1953, il s'engage sur deux épreuves au volant de sa Formule 2 mais déclare finalement forfait pour se consacrer aux voitures de sport. Il abandonne lors du Grand Prix du Portugal mais termine quatrième du RAC Tourist Trophy avec Graham Whitehead. L'année suivante, il est quatrième à Aintree et septième à Reims avant de remporter l'épreuve de Crystal Palace, hors-championnat du monde. Il participe également, en Formule Libre, au Grand Prix automobile de Nouvelle-Zélande 1954 où il se classe troisième.
En 1955, s'il court de moins en moins, il se classe néanmoins à nouveau troisième du Grand Prix de Nouvelle-Zélande. L'année suivante, il termine second de l'épreuve derrière Stirling Moss et participe aux 24 Heures du Mans sur une Frazer Nash Sebring à moteur Bristol ; il abandonne au centième tour.
Tony Gaze prend sa retraite sportive pour promouvoir le développement du sport automobile en Australie. Il est très engagé dans la construction de circuits automobiles aux normes européennes. Tony Gaze vit dans le Victoria et, en 2006, est décoré de l'Ordre d'Australie pour ses services rendus au sport automobile.

## Résultats en championnat du monde de Formule 1
| Saison | Écurie | Châssis       | Moteur          | Pneus  | GP disputés   | Points inscrits | Classement |
| ------ | ------ | ------------- | --------------- | ------ | ------------- | --------------- | ---------- |
| 1952   | Privé  | HWM 51 HWM 52 | Alta 4 en ligne | Dunlop | 4 (3 départs) | 0               | n.c.       |